# Certificato di idoneità alla guida dei ciclomotori
Il Certificato di idoneità alla guida dei ciclomotori (abbreviato "CIGC" o più comunemente conosciuto come "patentino") è stato un attestato ufficiale rilasciato dagli uffici di Motorizzazione Civile della Repubblica Italiana, che consentiva di condurre ciclomotori, tricicli leggeri e quadricicli leggeri.
Il certificato è stato introdotto il 1º luglio 2004. Dal 19 gennaio 2013, a seguito del recepimento della Direttiva UE in materia di patenti di guida è stato sostituito definitivamente dalla patente di categoria AM mantenendo comunque invariate le sue caratteristiche.

## Requisiti
La domanda per il conseguimento del certificato poteva essere effettuata dopo aver compiuto 14 anni di età.
Il patentino differiva dalla patente di guida per le seguenti caratteristiche:
- era rilasciato come un foglio di carta verde impermeabile anziché come una tessera rosa plastificata;
- non erano previste né fotografia, né firma, pertanto non era utilizzabile come documento di riconoscimento, ed in caso di controlli stradali doveva essere accompagnato da un documento d'identità;

## Conseguimento
- Candidati minorenni e divenuti maggiorenni dal 1º ottobre 2005, mediante frequenza di apposito corso presso le autoscuole, e previsto il superamento di un esame teorico consistente in trenta domande a quiz "Vero/Falso" e di una prova pratica davanti ad un funzionario esaminatore dell'UMC (Ufficio della Motorizzazione Civile), mediante la presentazione di una domanda corredata della documentazione necessaria all'uopo.
- Candidati già maggiorenni al 30 settembre 2005, in esenzione d'esame, mediante la presentazione all'UMC di un'apposita domanda corredata della necessaria documentazione e dell'attestato di frequenza di un corso di formazione presso un'autoscuola.

Per il conseguimento del CIGC era obbligatorio ottenere il certificato medico che attesti il possesso dei requisiti psicofisici richiesti per la patente di guida della categoria A rilasciato, ai sensi dell'art. 119 CDS, da uno dei medici abilitati alla certificazione per patenti o dalla Commissione medica locale, nel caso di mutilati e minorati fisici.
La prova pratica di guida del ciclomotore è stata introdotta dalla legge 29 luglio 2010 n. 120, nuovo codice della strada, che ha modificato il comma 11 bis dell'art. 116 CDS.
Per tutti i certificati conseguiti dopo il 4 agosto 2009, è richiesto anche il possesso dei requisiti morali previsti dall'art. 120 CDS.

## Divieti di conseguimento
- Conducenti già muniti di patente di guida, anche se scaduta di validità o sospesa;
- Persone incorse nella revoca della patente di guida per l'uso di stupefacenti o guida in stato di ebbrezza in base agli art.186 ed art. 187 del Codice della Strada.

## Corsi per il conseguimento
I corsi per il conseguimento del CIGC potevano essere svolti sia presso le scuole, sia presso le scuole guida. Nelle prime il corso aveva una durata minima di 20 ore, cui andava aggiunta una lezione teorica di almeno 1 ora, volta all'acquisizione di elementari conoscenze sul funzionamento dei ciclomotori in caso di emergenza; presso le autoscuole era prevista una durata minima di 12 ore, più una lezione teorica di almeno 1 ora, volta all'acquisizione di elementari conoscenze sul funzionamento dei ciclomotori in caso di emergenza.

## Argomenti del corso
I principali argomenti del corso:
- 4 ore da destinare alle norme di comportamento;
- 6 ore da destinare alla segnaletica e altre norme di circolazione;
- 2 ore da destinare all'educazione al rispetto della legge;
- almeno 1 ora da destinare all'acquisizione di elementari conoscenze sul funzionamento dei ciclomotori in caso di emergenza.

## Validità
Come con la patente di guida, i patentini rilasciati sono sottoposti agli stessi procedimenti amministrativi previsti per la patente di guida: sono quindi previsti ritiro, sospensione e revoca, fa eccezione la validità a punti, non introdotta. La sua validità è equivalente a quella della patente di categoria A (10 anni fino al 50º anno di età; 5 anni fino al 70°; 3 anni oltre il 70°).

## Sanzioni previste
Alcune delle sanzioni previste in caso di circolazione senza aver conseguito il certificato:
- sanzione amministrativa pecuniaria;
- sanzione accessoria del fermo amministrativo del veicolo per sessanta giorni;
- il principale articolo del Codice della Strada interessato in merito è il 116 CDS. Le sue sanzioni trovano applicazione, tra l'altro, anche in caso di guida di ciclomotore senza patente o patentino (ma con applicazione del c. 13 bis) o con l'affidamento del veicolo (di cui si abbia la materiale disponibilità) a persona sprovvista di patentino nel caso di ciclomotore (art. 116, c. 12);

In caso di violazioni alle norme del CDS commesse alla guida di un ciclomotore:
- il titolare del certificato di idoneità alla guida può incorrere nella sanzione accessoria del ritiro, della sospensione o della revoca e la decurtazione dei punti in tutti i casi in cui le stesse sanzioni sono previste per la patente di guida.

## Revoca
Secondo le normative il CIGC veniva revocato dopo il conseguimento della patente B, che permette di condurre tutti i veicoli guidabili con il CIGC.
Quando la patente di guida è sospesa in conseguenza di sanzioni amministrative commesse alla guida di veicolo a motore diverso dal ciclomotore, anche tale ultimo mezzo non potrà essere condotto dal titolare della patente. Si potrà continuare a condurre un ciclomotore solo nel caso di sospensione della patente per violazione dell'art. 142, c. 9, CDS (limiti di velocità).